# Drehhaus
Das Drehhaus ist ein 2009 erbautes Gebäude in Heuchelheim an der Lahn (Hessen), das sich nach der Sonne dreht. Es entstand als Weiterentwicklung des 1997 durch den Architekten und Zimmermeister Heinrich Rinn erbauten ersten drehbaren Hauses als Drehsolarhaus der 2. Generation. Es wurde von den Architekten Christopher und Jürgen Rinn entworfen. Ausführende Firmen waren ausschließlich ortsansässige Betriebe, um bereits hier die Energieoptimierung durch kurze Wege schon beim Bau zu berücksichtigen. Das Haus ist als Musterhaus nach Terminabsprache zu besichtigen.

## Architektur

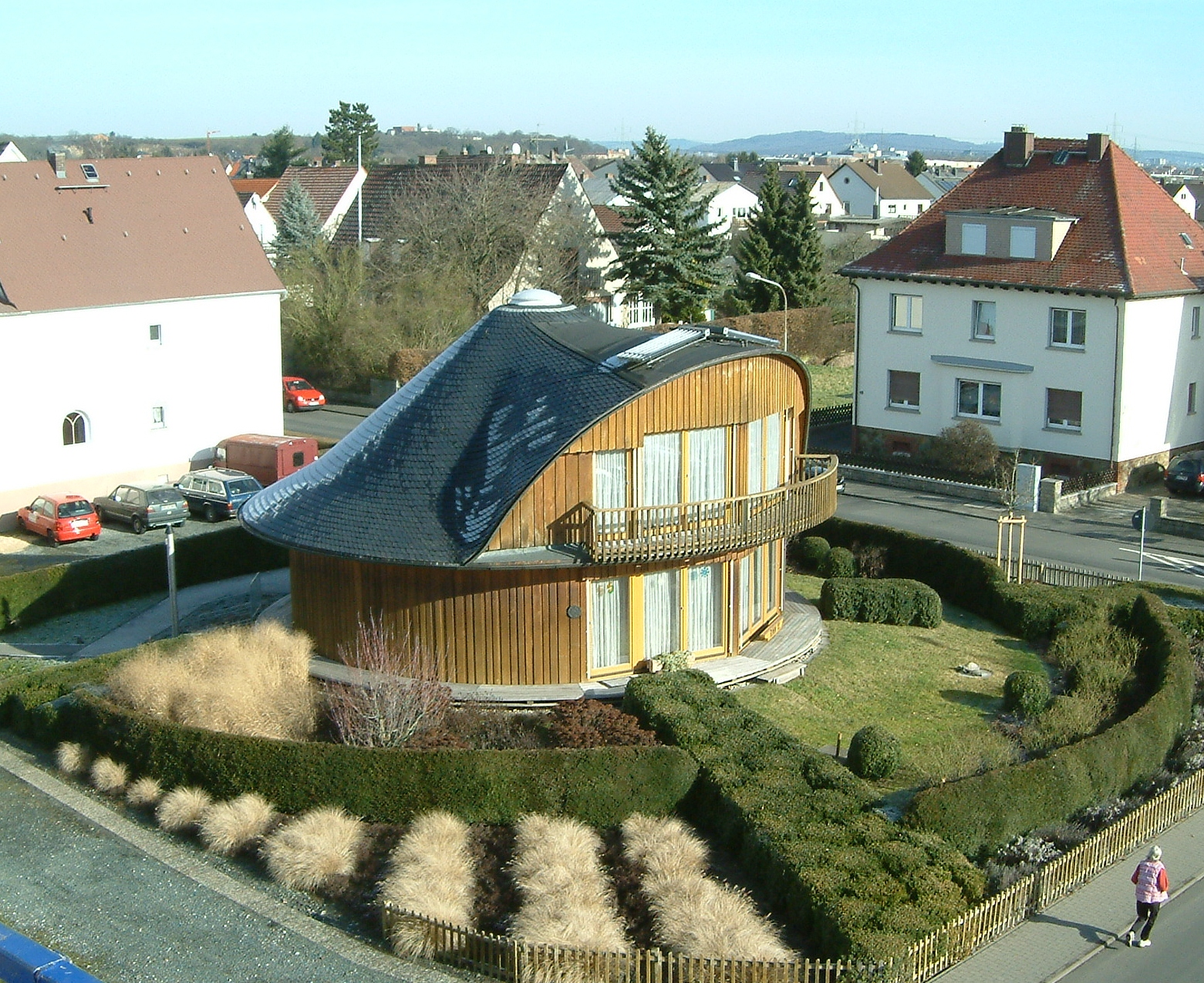
Der 1997 erbaute Vorläufer des Drehhauses

Der Grundgedanke war, ein bezahlbares Haus zu bauen, das mehr Energie produziert, als es zum Heizen und Kühlen verbraucht (Plusenergiehaus).
Der Grundriss ist außen rund mit Rücksprüngen zur Belichtung, innen frei gestaltbar bis auf vier statisch erforderliche Pfosten.
Die Sonnenseite der Fassade hat einen sehr hohen Glasanteil von etwa 75 % und wird der Sonne durch Drehen des gesamten Gebäudes nachgeführt (aktiver Energiegewinn). Die Rückseite hat wenige Öffnungen und ist mit Bögen auf dem Putz verziert.
Das Drehhaus wurde als Passivhaus geplant, hat einen Holzrahmenbau als Primärkonstruktion und ist mit Zellulose gedämmt.
Geheizt wird überwiegend durch die direkte Sonnenwärme-Einstrahlung; reicht dies nicht aus, kann die Fußbodenheizung mit einer Wärmepumpenheizung betrieben werden, die eine 80 m tiefe Erdwärmesonde als Wärmequelle nützt. Außerdem unterstützen Röhrenkollektoren die Heizung.
Um im Sommer die Temperatur im Haus ohne Energieeinsatz für eine mechanische Kühlung niedrig zu halten, wird die Fensterseite des Hauses aus der Sonne gedreht.
Der Luftaustausch erfolgt durch die Lüftungsanlage mit Wärmetauscher zur Wärmerückgewinnung im Winter und zur Kühlung im Sommer.
Zur Stromerzeugung dient eine Photovoltaikanlage mit Dünnschichtmodulen auf der Dachfläche. Das Dach ist eingedeckt mit Zinkstehfalz. Das Haus ist sowohl mit einem 180 Watt starken Elektromotor als auch mit einem Hometrainer zu drehen.
Das Haus hat zwei Vollgeschosse, ein Dachgeschoss und einen Keller. Die Wohnfläche beträgt 241 m², die Nutzfläche 54 m². Der Durchmesser des Hauses beträgt im Mittel 10,70 m, der Durchmesser des Umlaufes im Erdgeschoss 12,70 m, die Höhe ab Oberkante Gelände bis Oberkante Dachhaut 9,10 m.